# Кислототривкі матеріали
Кислототривкі́ (кислотостійкі́) матеріа́ли (англ. acid resistant materials) — матеріали, що відзначаються кислотостійкістю, тобто стійкістю до руйнівної дії кислот .
Кислототривкі матеріали застосовують у хімічній, легкій та харчовій промисловості, машинобудуванні, електротехніці тощо. Розрізняють кислототривкі матеріали металеві і неметалеві (неорганічні, органічні).

## Металеві кислототривкі матеріали
До металевих кислотостійких матеріалів належать сплави на основі заліза (високомарганцеві, високохромисті і хромонікелеві сталі, чавуни), кольорові і рідкісні метали (наприклад, нікель, мідь, алюміній, титан, золото, платина), сплави на основі нікелю, міді, алюмінію, титану. Як конструкційний матеріал для особливо відповідальних конструкцій використовують цирконій, тантал, ніобій та їх сплави.
При підборі металевих кислотостійких матеріалів беруть до уваги окисно-відновні властивості середовища (окисно-відновний потенціал), а також природу аніонів, концентрацію та температуру кислот.
В окиснювальних середовищах успішно працюють матеріали, на поверхні яких в умовах дії агресивного середовища утворюється плівка хімічної сполуки з високими захисними властивостями. Це явище характерне для неіржавних сталей, ніхромів, алюмінію та його сплавів, титану, високохромистих та висококремнистих чавунів).
В сильноокиснювальних середовищах виникає перепасивація багатьох неіржавних сталей та нікелевих сплавів із зростанням швидкості розчинення.
У відновних середовищах використовують металеві матеріали, що мають високу термодинамічну стійкість: мідь; нікель; нікелеві сплави, з добавками молібдену (хастелої) або міді (монель-метали); титанові сплави, леговані молібденом.
В слабкоокиснювальних й слабковідновних середовищах застосовують складні за хімічним складом сталі та сплави, леговані металами, що підвищують їх пасивованість та термодинамічну стійкість: високолеговані нікелем, молібденом та міддю неіржавні сталі; нікелеві сплави з добавками хрому, молібдену та вольфраму; титан з невеликою кількістю паладію тощо.

## Неметалеві кислототривкі матеріали
Неметалеві неорганічні кислотостійкі матеріали являють собою, як правило, солі силікатних кислот. Такими матеріалами є гірські породи (андезит, бештауніт, кварцит, граніт, фельзит тощо), кам'яне литво (діабаз, базальт), плавлений кварц, силікатне і кварцове скло, кислотостійкі бетони й цементи, кислотостійкі керамічні матеріали, емалі й замазки.
Найпоширеніші органічні (полімерні) кислотостійкі матеріали — поліетилен, полівінілхлорид, поліпропілен, фторопласти, ебоніт, гума на основі синтетичних каучуків деяких видів та ін.